# بطولة ويمبلدون 1880
بطولة ويمبلدون 1880 هي البطولة التي أقيمت على ملعب ويمبلدون للتنس من 5 إلى 15 يوليو 1880.

## النهائي
جون هارتلي هزم  هربرت لاوفورد. النتيجة: 6-3 6-2 2-6 6-3